# Pembroke Dock
Pembroke Dock – miasto w południowo-zachodniej Walii, w hrabstwie Pembrokeshire, położone na południowym brzegu estuarium Daugleddau, w sąsiedztwie miasta Pembroke. W 2011 roku liczyło 9753 mieszkańców.
Do końca XVIII wieku w miejscu tym znajdowała się niewielka wieś o nazwie Paterchurch. Miasto Pembroke Dock powstało wraz z otwarciem w 1814 roku stoczni marynarki wojennej (Royal Navy), która przeniesiona została tutaj z pobliskiego Milford Haven. W latach 1844–1845 w mieście wzniesiono ufortyfikowane koszary, które stały się siedzibą garnizonu piechoty morskiej (Royal Marines), a w 1851 roku dwie wieże Martello.
Stocznia funkcjonowała do 1926 roku. W okresie tym zwodowanych zostało tutaj 268 okrętów, w tym pięć jachtów królewskich. W 1930 roku w jej miejscu otwarta została baza łodzi latających Royal Air Force. Podczas II wojny światowej była to największa tego typu instalacja na świecie. Bazę zamknięto w 1959 roku, a ostatnia jednostka wojskowa opuściła miasto w latach 60. XX wieku.
Dawna stocznia przeobrażona została w port handlowy. Stanowi także przystań dla promów kursujących do Irlandii (Rosslare).